# Stazione di Kami-Nopporo
La stazione di Kami-Nopporo (上野幌駅?, Kami-Nopporo-eki) è una stazione della città di Sapporo situata sulla linea Chitose, nel quartiere di Atsubetsu-ku.

## Linee
JR Hokkaido
■ Linea Chitose

## Struttura
La stazione è dotata di 3 binari.
| 1 | ■ Linea Chitose |  | Per Minami-Chitose, Aeroporto di Shin-Chitose, Tomakomai, Muroran e Hakodate |
| 2 | ■ Linea Chitose |  |                                                                              |
| 3 | ■ Linea Chitose |  | Per Sapporo, Teine e Otaru                                                   |

## Stazioni adiacenti
| «             | Servizio      | »             |
| Linea Chitose | Linea Chitose | Linea Chitose |
| ------------- | ------------- | ------------- |
| Kitahiroshima | Locale        | Shin-Sapporo  |